# Cheviot Lake
Cheviot Lake är en sjö i Kanada.   Den ligger i provinsen Saskatchewan, i den centrala delen av landet, 2 300 km väster om huvudstaden Ottawa. Cheviot Lake ligger 510 meter över havet. Arean är 3,4 kvadratkilometer. Den sträcker sig 1,9 kilometer i nord-sydlig riktning, och 4,8 kilometer i öst-västlig riktning.
Trakten runt Cheviot Lake består till största delen av jordbruksmark. Runt Cheviot Lake är det glesbefolkat, med 13 invånare per kvadratkilometer.